# Distretto di Sidi Mezghiche
Il distretto di Sidi Mezghiche è un distretto della Provincia di Skikda, in Algeria.

## Comuni
Il distretto di Sidi Mezghiche comprende 3 comuni:
- Sidi Mezghiche
- Aïn Bouziane
- Beni Oulbane